# Corentin Martins
Corentin Martins (født 11. juli 1969 i Brest, Frankrig) er en fransk tidligere fodboldspiller, der primært spillede som midtbanespiller. Han var på klubplan tilknyttet Stade Brest, Auxerre, Strasbourg, Girondins Bordeaux og Clermont Foot, i hjemlandet, samt spanske Deportivo La Coruña. Længst tid tilbragte han hos Strasbourg, hvor han i en periode også var anfører.
Med Auxerre blev Martins fransk mester i 1996, og han vandt med både Auxerre og Strasborg pokalturneringen Coupe de France.
Martins blev desuden noteret for 14 kampe og én scoring for Frankrigs landshold. Han deltog ved EM i 1996 i England, hvor franskmændene nåede semifinalerne.

## Titler
Ligue 1
- 1996 med AJ Auxerre

Coupe de France
- 1994 og 1996 med AJ Auxerre
- 2001 med RC Strasbourg